# Veintiuno (banda)
Veintiuno es un grupo musical español, originario de Toledo y formado en 2011. En la actualidad, sus integrantes son Diego Arroyo (voz, guitarra y teclados), Pepe Narváez (batería), Yago Banet (bajista) y Rafa Pachón (guitarrista). 
En 2015 lanzaron su primer álbum autoeditado Nada Parecido, tras el cual han publicado cuatro álbumes más con la discográfica Warner Music: Gourmet (2018), Corazonada (2021), El arte de perder (2023) y su trabajo más reciente La balada de delirio y equilibrio (2025). 

## Discografía

### Álbumes
- Nada parecido (2015)
- Gourmet (2018)
- Corazonada (2021)
- El arte de perder (2023)
- La balada de delirio y equilibrio (2025)